# NRC Haagse Zaken
Haagse Zaken is een wekelijkse politieke podcast van NRC. De podcast werd tot 2023 gehost door NRC-journalist Lamyae Aharouay. De presentatie is sindsdien in handen van politiek redacteur Guus Valk.
Elke week zijn wisselende NRC-redacteuren en journalisten te gast om samen uiteenlopende actualiteiten, dossiers, politici en partijen te bespreken en beschouwen. Afleveringen zijn gemiddeld 50 tot 60 minuten en komen elke zaterdagochtend online (behalve in het reces).
Anno 2022 heeft de podcast in totaal meer dan 9 miljoen downloads bereikt. In 2025 is het aantal downloads gestegen naar ruim 17 miljoen. 

## Ontstaan
In 2017 nam Lamyae Aharouay, op dat moment redacteur bij BNR en columnist bij NRC, het initiatief voor de eerste politieke podcast in Nederland. Voor de podcast besloot Aharouay om in samenwerking met de Haagse redactie van NRC in de weken voorafgaand aan de Tweede Kamerverkiezingen van maart 2017 om een serie profilerende gesprekken te publiceren over de lijsttrekkers van alle partijen.
Aharouay kwam op het idee voor de podcast toen zijn in 2016 in New York was in aanloop naar de Amerikaanse presidentsverkiezingen, en merkte dat de politieke podcast er een volwassen genre was, vaak met duiders uit de journalistiek.
Na het eerste seizoen waarin Aharouay alles rond de podcast zelf had gedaan, kreeg de podcast een producent. Dat was het eerste jaar Mirjam van Zuidam. Zij werd opgevolgd door Henk Ruigrok van der Werven. Redactie en productie zijn nu in handen van Iris Verhulsdonk, Ignace Schoot en Fleur Kleinhuis. Montage wordt gedaan door Pieter Bakker.
Begin 2023 stopte Aharouay ook als host van Haagse Zaken om zich volledig te richten op parlementaire verslaggeving. Ze werd opgevolgd door Guus Valk die eerder werkzaam was voor NRC als correspondent in de VS en Israël en Palestina en als chef van de Haagse redactie.

## Inhoud
De podcast heeft verschillende formats. Zo gebruikt men "uitlegaflevering" waarin een onderwerp zoals bijvoorbeeld de stikstofwet volledig in worden uitgelegd door de journalisten die zich daar dagelijks in verdiepen. Een ander format is een aflevering waarin een politieke partij van A tot Z wordt besproken. Ook zijn er duidingsafleveringen over de actualiteit.

## Prijzen
- In 2019 won host Lamyae Aharouay de Dutch Podcast Award in de categorie beste host.[7]